# Kulnighof

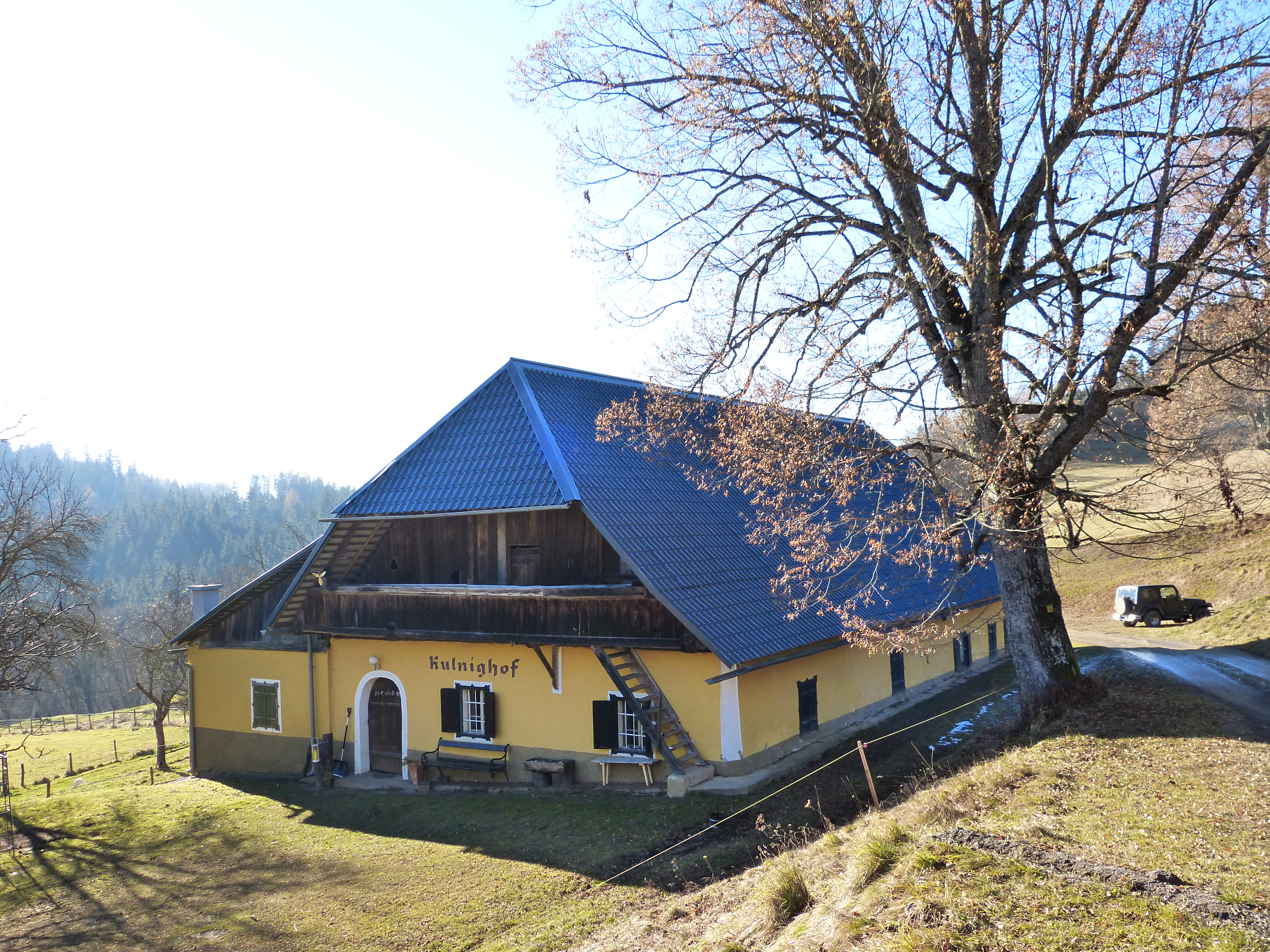
Kulnighof, Ansicht von Nordosten

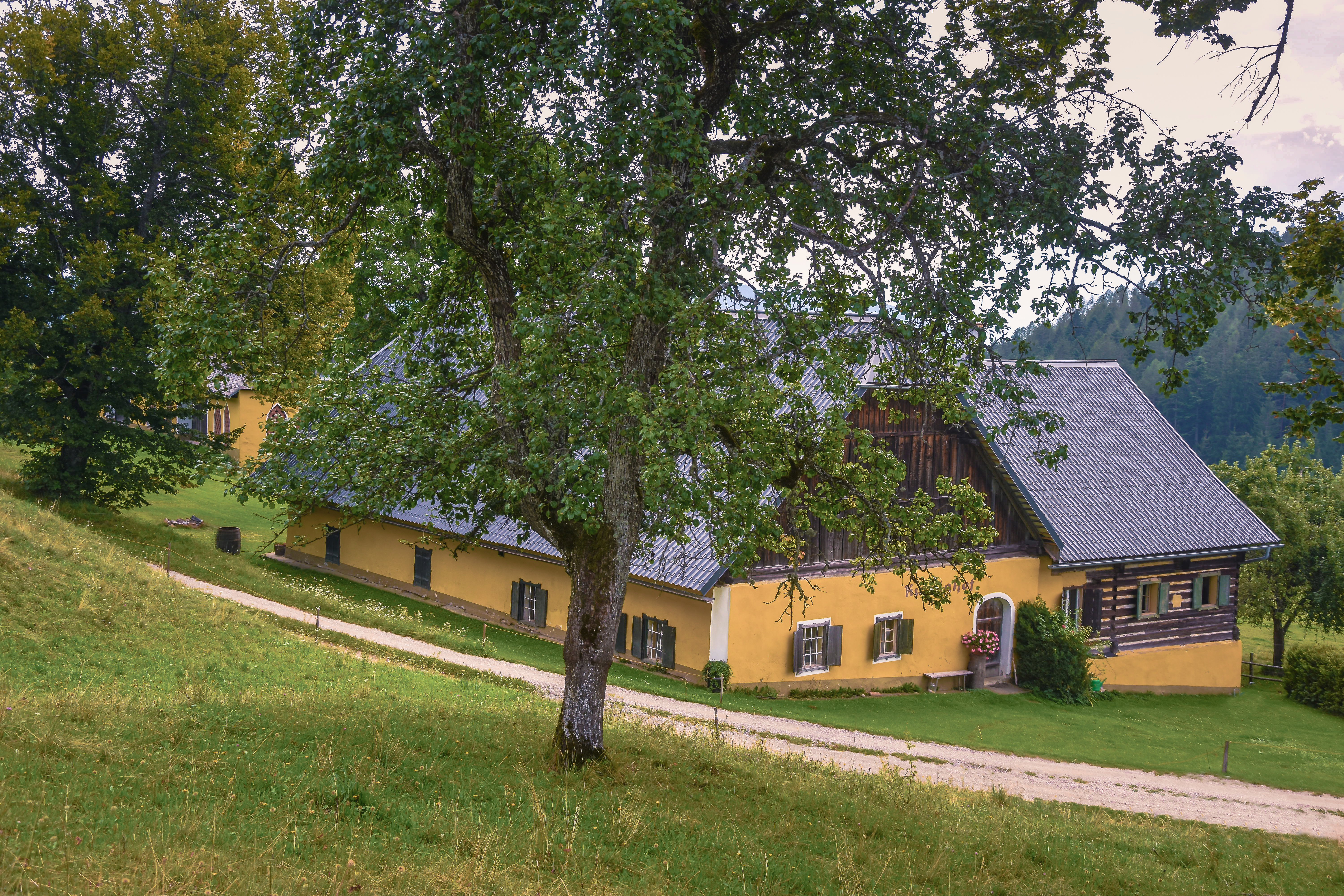
Kulnighof von oben

Der Kulnighof (slowenisch/windisch: Kollnig(g) = Radmacher, Wagner) ist ein Bauernhof am Christofberg in der Gemeinde Brückl im Kärntner Bezirk Sankt Veit an der Glan. Der Hof besteht aus dem Haupthaus und dem Stadel mit Tenne.

## Architektur
Während das ehemalige Wohnhaus den Typus eines Unterkärntner „Längslaubenhauses“ bzw. Winkelhauses repräsentiert, zeugt der große gemauerte Pfeilerstadel mit Ziegelgitterfenstern vom produktionstechnischen Wandel in der Landwirtschaft während der zweiten Hälfte des 19. Jahrhunderts. Der Kulnighof ist einer der letzten Beispiele für die Kombination aus Längslaubenhaus und Winkelhaus, diese herrschaftliche Baustruktur basiert auf der Bauweise des Ausläufers der Saualpe.
Die Besonderheit des Haupthauses liegt darin, dass es die längste Laube Kärntens beherbergt, welche im Landesmuseum Kärnten verzeichnet ist.
Der untere Teil des Pfeilerstadels entspricht dem Typus eines großen Durchfahrtsstalls, welcher durch eine lange Säulenhalle mit 3 Rundbogenelementen geziert wird. Dieser hatte wie es Ende des 19. Jahrhunderts üblich war eine Hocheinfahrt, welche im Laufe der Zeit abgekommen ist. Die Ziegelgitterfenster sind in Spitzbogenform konzipiert, welche als Zeichen des Glaubens der Form einer Kirche nachempfunden sind.
Als Bekenntnis des katholischen Glaubens ist das Haupthaus wie auch der Pfeilerstadel der Christofbergkirche zugerichtet.

## Geschichte
Als Erbauer des Haupthauses gilt der St. Veiter Großindustrielle Johann Mathias Freiherr von Koller. 1881 erwarb Otto Clementz, Gutsbesitzer von Schloss Freudenberg den Kulnighof und wohnte dort auch mehrere Jahre. Durch wirtschaftliche Fehlentscheidungen wurde der Kulnighof 1907 an die Familie Frick veräußert. Die vier Brüder, Josef, Jakob, Johann und Karl Frick entstammten einer Holzindustriellenfamilie aus Vorarlberg. Durch den Kauf eines holzverarbeitenden Industriebetriebes in Pischeldorf übersiedelten sie nach Kärnten. Die Gebrüder Frick verkauften den Kulnighof 1909 an Familie Schütz und diese wiederum im April 1910 an Anton Rabitsch. Der Kulnighof wurde kurz darauf im November 1910 von Franz Rainer erworben und in die Rainerschen Forstbetriebe integriert. 1931 übernahm sein Sohn Simon Rainer den Betrieb, welcher als Kalkindustrieller in Gösseling bei Launsdorf tätig war. 1973 wurde der Hof an seine Tochter Margarethe übergeben, welche in die Familie Kurath einheiratete. Das Haupthaus wird heute touristisch genutzt und wurde im Laufe der Jahre mehrmals renoviert und modernisiert; zuletzt wurde nach einem Hagelunwetter 2015 das Dach erneuert. 2020 wurde das Haus kernsaniert. Der Hof liegt heute im Besitz der Familie Karl Kurath. Ein bis ins 21. Jahrhundert hinein westlich des Hofs befindlicher hölzerner Getreidekasten mit Mostpresse ist mittlerweile abgekommen.

## Nutzung

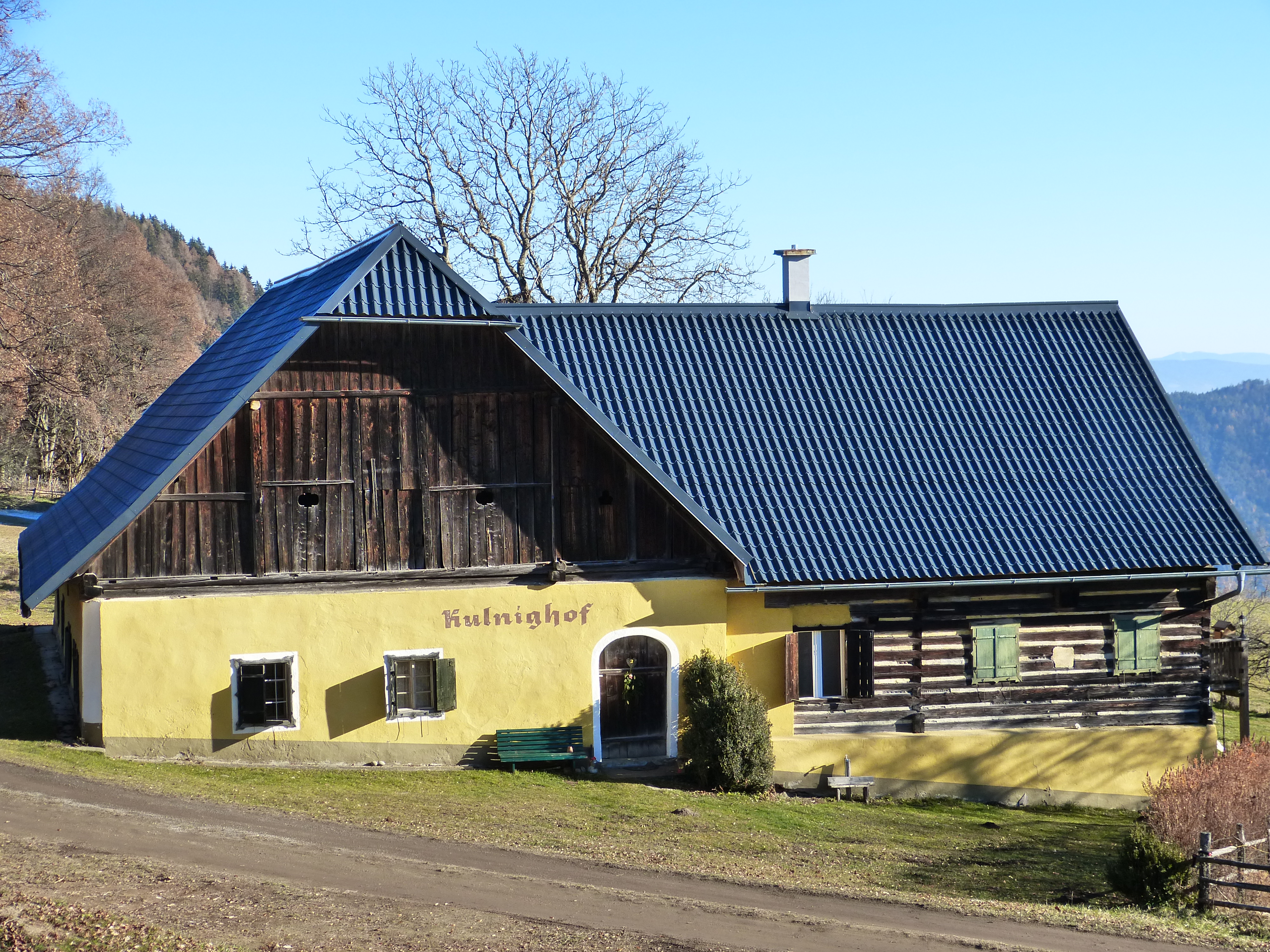
Kulnighof, Ansicht von Westen

Der Hof wird land- und forstwirtschaftlich genutzt, die Jagdwirtschaft wird in der eingeschlossenen Eigenjagd ausgeübt. Die Viehwirtschaft wurde eingestellt. Der Betrieb ist umschlossen von Nadelmischwäldern, Grünlandflächen und Obstgärten. In unmittelbarer Nähe des Hofes befindet sich eine alte Mühle aus dem 19. Jahrhundert.

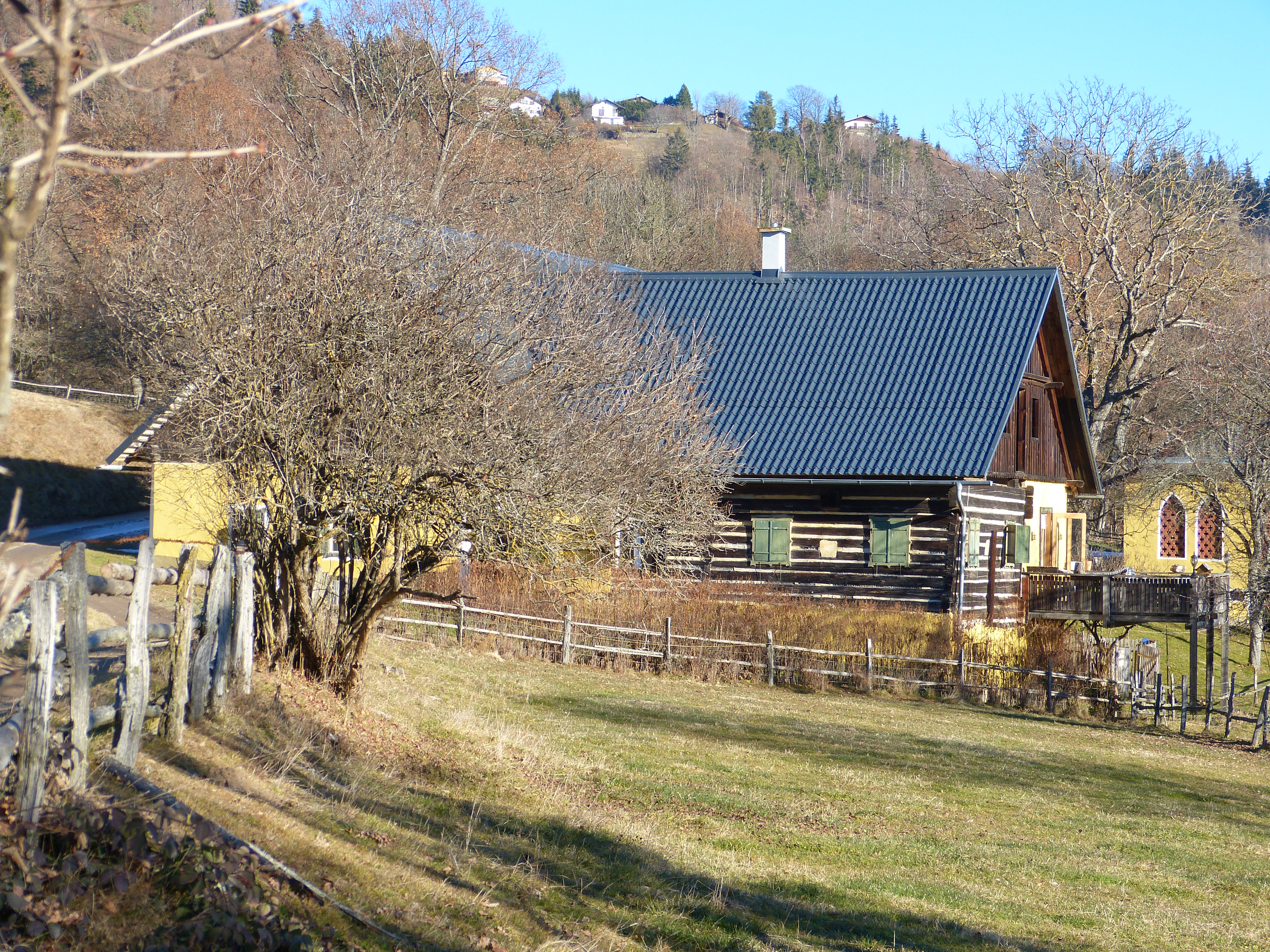
Kulnighof, Ansicht von Südwesten

## Kulnig-Bildstock
Der Kulnig-Bildstock an der Wegkreuzung nördlich des Hofs wurde in seiner heutigen Form als Ersatz für einen alten Bildstock errichtet. Es handelt sich um einen vierseitigen Nischenbildstock mit einem mit Eternitschindeln gedeckten Pyramidendach. Den oberen Abschluss bildet ein Kugelknauf mit Spitz. Der Stil des Bildstock ist einer barocken Bauweise nachempfunden. Im Jahre 2018 wurde dieser renoviert.